# Bundesstiftung Baukultur

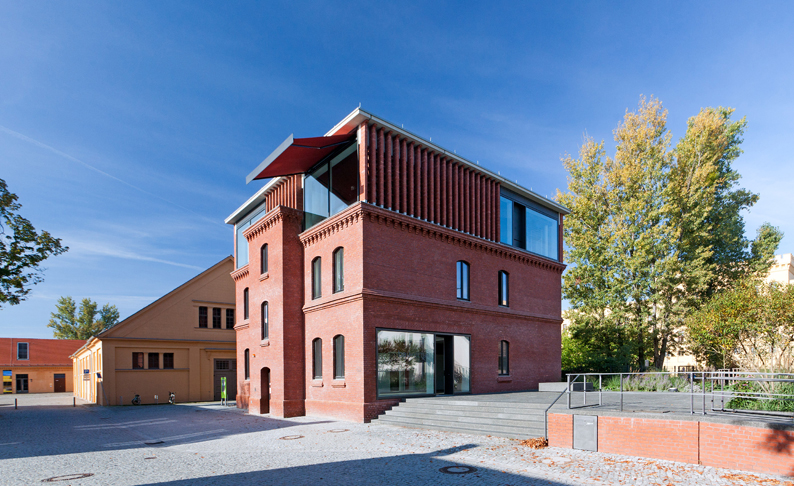
Sitz der Bundesstiftung Baukultur in Potsdam.

Die Bundesstiftung Baukultur mit Sitz in Potsdam tritt für Baukultur als gesellschaftlichen Wert ein. Als Kommunikationsstiftung fördert sie durch Veranstaltungen, Kooperationen und Publikationen das öffentliche Gespräch. So initiiert die Stiftung breit angelegte Debatten über die gesellschaftliche Relevanz gebauter Umwelt, die Qualität kommunaler oder privater Bauprojekte sowie die Prozesse dahinter: Das Planen und Entwerfen sowie die Bauausführung. Neben Personen aus unterschiedlichen Planungsberufen, wie der Architektur, dem Ingenieurwesen, der Verkehrs- oder Landschaftsplanung, gehören auch die Bauherrenschaft, also z. B. die Immobilien- und Wohnungswirtschaft, das Baugewerbe sowie Politik und Verwaltung zur Zielgruppe der Stiftung. Oberstes Ziel ist aber, den Bürgerinnen und Bürgern die Bedeutung von Baukultur für ihr alltägliches Umfeld näher zu bringen und ein besseres Verständnis für Planungsprozesse und Bauvorhaben zu vermitteln.

## Baukulturbericht

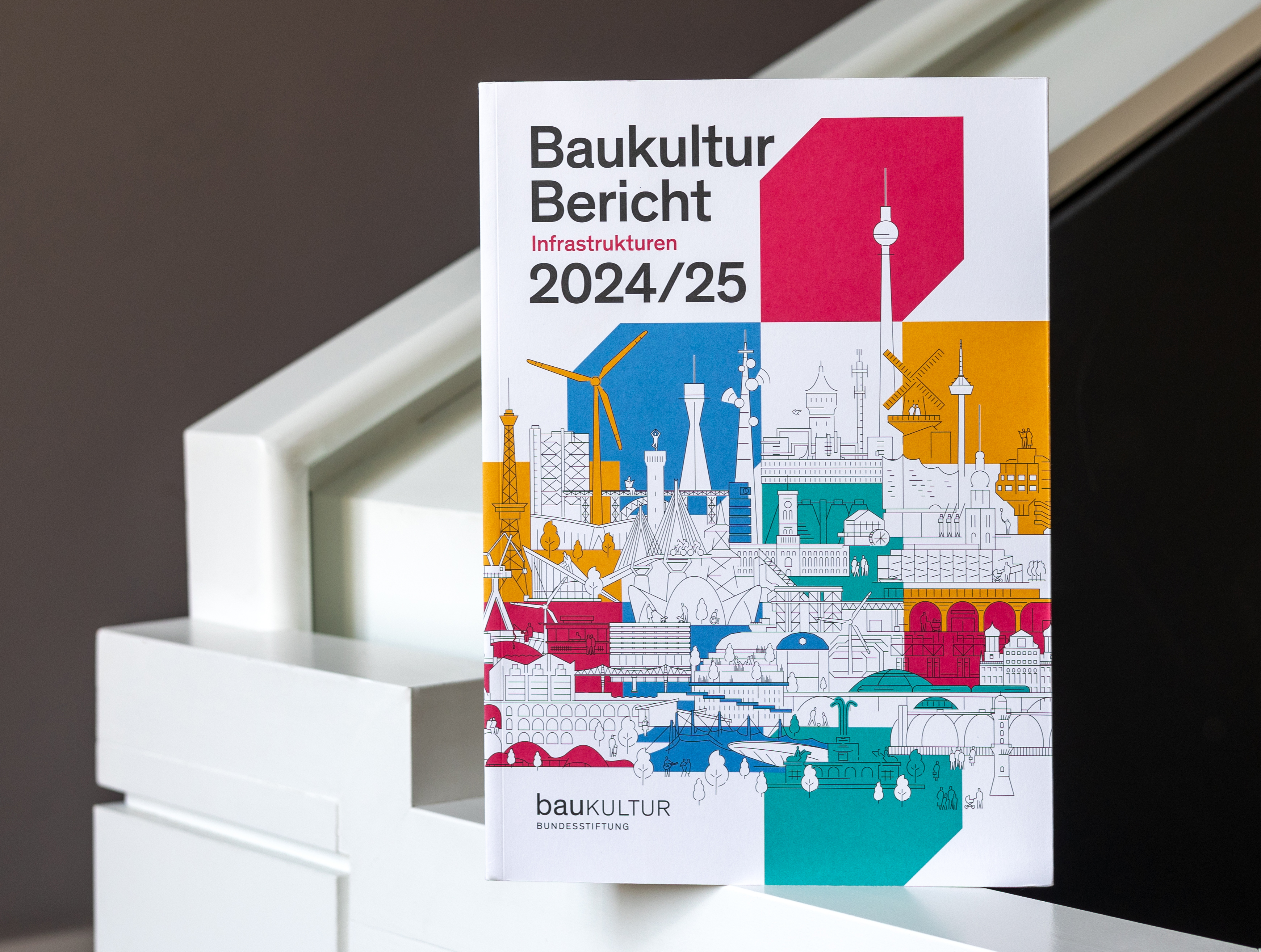
Baukulturbericht, 2024/25

Der alle zwei Jahre erscheinende Baukulturbericht ist das wichtigste Medium der Bundesstiftung Baukultur und als offizieller Statusbericht zum Planen und Bauen in Deutschland zugleich ein politisches Instrument. Mit den Berichten werden Positionen der Bundesstiftung mit Projektbeispielen aus den Baukulturwerkstätten und Argumenten aus Fachgesprächen verknüpft. Hinzu kommen statistische Daten sowie die Ergebnisse einer Kommunalbefragung zur Planungspraxis und einer Bevölkerungsumfrage zum Wohn- und Lebensumfeld. Die gesammelten Erkenntnisse münden in konkrete Handlungsempfehlungen an alle am Planen und Bauen beteiligten Akteure.
Es sind bereits sechs Baukulturberichte erschienen.

## Veranstaltungsformate der Stiftung

### Tag der Umbaukultur
Anlässlich der Präsentation des Baukulturberichts 2022/23 "Neue Umbaukultur" am 8. November 2022 hat die Bundesstiftung den 8. November zum "Tag der Umbaukultur" erklärt. Damit möchte sie den Blick auf die Notwendigkeit des klimaverträglichen, aber auch ressourcen- und kosteneffizienten Bauens im Bestand lenken. Die Stiftung ruft alle Baukulturschaffenden dazu auf, besonders an diesem Tag gute Beispiele des Um-, Aus- und Weiterbauens zu teilen und zu diskutieren, etwa unter dem Hashtag #TagDerUmbaukultur, um den 8. November auf Dauer als "Tag der Umbaukultur" zu etablieren.

### Konvent der Baukultur
Der alle zwei Jahre stattfindende Konvent der Baukultur ist das zentrale Forum der Meinungsbildung innerhalb der Bundesstiftung Baukultur. Neben einer Standortbestimmung zur Lage der gestalteten Umwelt werden aktuelle Fragen diskutiert und Lösungsansätze hinterfragt. Auf dem Podium und bei Tischdiskussionen werden der Bericht von den Konventsmitgliedern und Gästen reflektiert und kommentiert und in einem zweiten Schritt die Handlungsempfehlungen bewertet und für eine konkrete Umsetzung vorbereitet. Alle vier Jahre werden die Mitglieder des Konvents neu berufen – bis zu 350 Persönlichkeiten mit einem außerordentlichen Engagement für die Baukultur. Neben Trägern und Stiftern bundesweit bedeutsamer Preise auf dem Gebiet der Baukultur gehören dazu Bauherren, Planer aller Disziplinen, Hersteller, Bauausführende und Personen, die Baukultur vermitteln und konstruktiv begleiten. Die Mitglieder des Konvents tragen die Themen der Baukultur in die Gesellschaft und sind daher von zentraler Bedeutung im Netzwerk der Bundesstiftung. Die Versammlung ist öffentlich und bietet die Möglichkeit, sich mit Bauschaffenden und Baukulturvermittelnden aus ganz Deutschland auszutauschen.
Das Programm der zweitägigen Veranstaltung setzt sich aus einem umfassenden Programm zusammen. Das „Basislager der Baukultur“ bietet mehrere offene Foren und damit Arbeitsformate und Gesprächsrunden zu verschiedenen Fokusthemen. Ein kulturelles Programm rundet die bundesweit zentrale Veranstaltung für die Baukultur ab.
Der nächste Konvent der Baukultur findet im Juni 2026 statt.

### Baukulturwerkstätten
Die Baukulturwerkstätten sind das zentrale Veranstaltungs- und Arbeitsformat der Bundesstiftung Baukultur, das sich an unterschiedliche Akteure aus Planung, Wirtschaft und Verwaltung sowie an interessierte Bürgerinnen und Bürger richtet. Mit Impulsvorträgen, der Vorstellung beispielgebender Projekte, Diskussionsrunden, Ausstellungen, Stadtspaziergängen und einer Projektbörse bieten sie eine Plattform, auf der übertragbare Lösungsansätze vermittelt und diskutiert und Netzwerke ausgebaut werden. Die Ergebnisse der Werkstätten fließen unmittelbar in den Baukulturbericht ein, der sich mit seinen Handlungsempfehlungen direkt an die Bundesregierung und wichtige Baukulturschaffende wendet.
Zuletzt lud die Bundesstiftung Baukultur in Kooperation mit dem Aedes Metropolitan Laboratory am 26. und 27. Februar 2025 zum Thema Gestalten – es ist nicht egal, wie’s aussieht! nach Berlin ein. Die Baukulturwerkstatt ging der Kernaufgabe von Bauschaffenden nach – der Gestaltung. Die Veranstaltung begann mit der Frage: Was ist eigentlich gute Gestaltung?
Die nächste Baukulturwerkstatt „Wohnen neu denken!“ findet in Kooperation mit der Technischen Hochschule Lübeck, der Arbeitsgemeinschaft für zeitgemäßes Bauen e. V., dem ArchitekturForum Lübeck e. V. und dem BDA Schleswig-Holstein statt.

### Baukulturdialog
Mit den Baukulturdialogen sucht die Bundesstiftung Baukultur das direkte Gespräch mit Entscheidungstragenden und Engagierten aus dem Baubereich – mehrmals im Jahr, deutschlandweit. Die Dialoge finden in wechselnden Städten in Zusammenarbeit mit lokalen Partnern statt. Anhand eines Beispiels vor Ort werden umfassende baukulturelle Herausforderungen und Fragestellungen diskutiert. So ermöglichen die Dialoge einen direkten Austausch zwischen einzelnen Akteuren aus Kommunen und Bauwirtschaft, Planungs- und Immobilienwesen und erzeugen einen Anstoß für einen langfristigen Bedeutungszuwachs baukultureller Themen vor Ort.

### Baukultursalon
Die Baukultursalons sind ein seit November 2014 bestehendes Veranstaltungsformat, mit dem die Bundesstiftung Baukultur die interessierte Öffentlichkeit zu baukulturellen Belangen in Potsdam und Brandenburg zu aktuellen Themen einlädt. Es werden Potsdamer Bezüge aufgegriffen und bundesweit aktuelle Themen aufgenommen oder Aspekte aus dem Baukulturbericht vertieft. Veranstaltungsort ist meist der Stiftungssitz in Potsdam. Damit möchte die Stiftung auch einen Beitrag zur Belebung des Quartiers Schiffbauergasse leisten.

## Förderverein

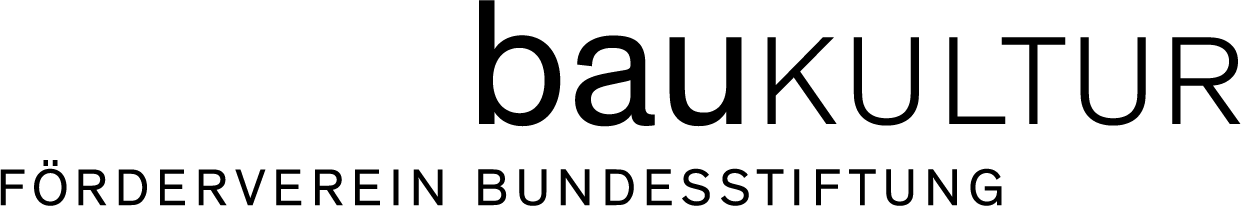

Der als gemeinnützig anerkannte Förderverein Bundesstiftung Baukultur unterstützt mit seinen inzwischen ca. 1800 Mitgliedern (Stand Januar 2025) die Arbeit der Bundesstiftung Baukultur. Mitglieder sind Privatpersonen, Planungsbüros und Unternehmen aus allen Bereichen des Planens, Bauens, Betreibens und Nutzens von Gebäuden, privaten und öffentlichen Räumen sowie von Infrastruktur und Landschaft. Die Mitgliederversammlungen, Fachexkursionen und die Offenen Foren dienen der Netzwerkarbeit und dem Austausch mit lokalen und regionalen Akteuren und Initiativen.

### Ettersburger Gespräch
Das seit 2009 jährlich auf Schloss Ettersburg bei Weimar stattfindende Ettersburger Gespräch ist ein hochwertiger Erfahrungsaustausch zwischen Entscheidungstragenden der Bau- und Immobilienwirtschaft sowie der Politik. Anhand erfolgversprechender Projekte soll dabei verdeutlicht werden, dass baukulturelle Qualität und Wirtschaftlichkeit keine Widersprüche sind und Baukultur ein wichtiger Standortfaktor für Deutschland ist. Das Ettersburger Gespräch wird durch den Förderverein Bundesstiftung Baukultur organisiert und resultiert in der Verabschiedung von Strategiepapieren.

## Öffentlichkeitsarbeit

### Öffentliche Präsenz
Über die eigenen Veranstaltungsformate hinaus sind Vorstand und Mitarbeiter der Stiftung auf zahlreichen Veranstaltungen präsent, als Referenten, Moderatoren oder in Jurys. Um eine breite Öffentlichkeit zu erreichen, kooperiert die Bundesstiftung Baukultur außerdem regelmäßig mit Verbänden, Kommunen und Medien.

### Messen
Um die Bau- und Immobilienwirtschaft zu erreichen, ist die Bundesstiftung Baukultur regelmäßig auf den Immobilienmessen Expo Real in München und MIPIM in Cannes sowie auf der Messe BAU in München vertreten.

### Internationale Symposien
Auch in internationalem Rahmen lädt die Bundesstiftung Baukultur zu Veranstaltungen ein. Im Juni 2023 richtete die Bundesstiftung Baulkultur in Kooperation mit dem Deutschen Studienzentrum in Venedig, gmp Architekten und dem Venice Urban Lab im Rahmen der Architekturbiennale Venedig ein Fachsymposium zum Thema „Learning cities – Stadt als Lernort“ aus.
Die Bundesstiftung Baukultur nimmt die 19. Architekturbiennale „Intelligens. Natural. Artificial. Collective.“ in Venedig zum Anlass, ihr internationales Symposium mit dem Thema „Wasserbau und Klimanapassung“ zu veranstalten.

### Fotografiepreis
Mit der Vergabe des Fotopreises „Baukultur im Bild – Räume und Menschen“, die Bilder von Bauten mit ihren Nutzern prämierte, sich also gegen die meist menschenleere Architekturfotografie richtete, forderte die Bundesstiftung Baukultur zur direkten Auseinandersetzung mit dem gebauten Raum auf. Von 2016 bis 2024 kooperierte die Bundesstiftung Baukultur mit dem Europäischen Architekturfotografie-Preis Architekturbild und vertiefte diesen Schwerpunkt.

## Entstehung der Stiftung
Im Jahr 1999 beklagten Architektinnen und Architekten sowie Planenden die passive Rolle der Bundesrepublik gegenüber Fragen von Architektur und Baukultur, wobei insbesondere das Fehlen eines bundesweiten Architekturdialogs kritisiert wurde. Das damalige Bundesministerium für Verkehr, Bau- und Wohnungswesen gründete daraufhin die Initiative Architektur und Baukultur, die eine Empfehlung zur Gründung einer Stiftung Baukultur formulierte. 2006 verabschiedete der Bundestag schließlich mit den Stimmen aller Parteien das Gesetz zur Errichtung einer Bundesstiftung Baukultur und 2007 konstituierten sich auf dem Gründungskonvent die Gremien der Stiftung. 2008 nahm die Bundesstiftung Baukultur in Potsdam ihre operative Arbeit auf. Die Koordinierung des Gründungsprozesses übernahm der Förderverein Bundesstiftung Baukultur.

## Struktur der Stiftung
Die Organe der Stiftung sind im Stiftungsgesetz genannt. Sie bestehen aus dem Stiftungsrat, dem Vorstand und dem Beirat.
Der Stiftungsrat entscheidet in allen Angelegenheiten, die für die Stiftung und ihre Entwicklung von Bedeutung sind. Er besteht aus 13 Mitgliedern, die vom Bundestag, dem Bundesministerium für Wohnen, Stadtentwicklung und Bauwesen, dem Bundesministerium für Finanzen sowie dem Beauftragten der Bundesregierung für Kultur und Medien sowie durch den Konvent der Baukultur bestimmt werden.
Der Beirat wird zur fachlichen Beratung des Stiftungsrats und des Vorstands berufen. Er besteht aus insgesamt 20 Mitgliedern unterschiedlicher Fachrichtungen, von denen drei Viertel auf Vorschlag des Konvents der Baukultur durch den Stiftungsrat ernannt werden.
Der Vorstand vertritt die Bundesstiftung und nimmt ihre laufenden Geschäfte und Rechtsgeschäfte wahr. Er besteht aus zwei Personen, dem Vorsitzenden des Vorstands und seinem Stellvertreter, die beide durch den Stiftungsrat bestellt werden. Seit Mai 2013 ist der Architekt und Stadtplaner Reiner Nagel Vorstandsvorsitzender der Bundesstiftung Baukultur. Sein Vorgänger war von März 2008 bis Februar 2013 der Städtebauer Michael Braum. Stellvertretende Vorstandsvorsitzende ist seit Mai 2023 die Architektin Belinda Rukschcio. Zuvor hatte die Juristin Isabell Klocke von September 2021 bis Januar 2023 die Stelle inne. Ihr voran gingen von Februar 2017 bis Dezember 2019 die Kunst- und Architekturhistorikerin Anne Schmedding, von März 2016 bis Oktober 2016 die Rechtsanwältin Nicole Heizmann, von September 2010 bis Dezember 2013 die Juristin und Kulturmanagerin Nicole Schneider und von März 2008 bis Oktober 2009 die Publizistin und Kuratorin Veronika Brugger.